# Serolina yongei
Serolina yongei là một loài chân đều trong họ Serolidae. Loài này được Hale miêu tả khoa học năm 1933.